# Maria Wilhelmj
La compositora i soprano Maria Gastell Wilhelmj (Mainz, Alemanya, 27 de juliol de 185? - Wiesbaden, Alemanya, 27 de febrer de 1930) Les fonts no estan d'acord sobre si va néixer el 1851 o el 1856. Va estudiar piano i teoria musical amb Theodor Leschetizky, i veu amb Pauline Viardot. Es va casar amb l'advocat Albert Wilhelmj, el germà del qual era el violinista i arranjador August Wilhelmj.
Wilhelmj va debutar com a cantant amb la Filharmònica de Berlín el 18 de març de 1889 i probablement va cantar a la Louisiana Purchase Exposition (Fira Mundial) a St. Louis, Missouri, el 1904. A més d'actuar, va ensenyar i compondre. Les seves composicions van ser publicades per Heinrichshofen Verlag, i inclouen:
música de cambra

- Andante (per a violí i piano)

Obra vocal
- Das Röslein und der Schmetterling[5]
- Dass du mich liebst, das wusst' ich
- Ich denke dein